# Jevgeni Sjaposjnikov

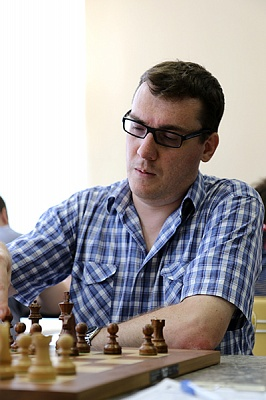
Jevgeni Sjaposjnikov, 2016

Jevgeni Nikolajevitsj Sjaposjnikov (Russisch: Евгений Николаевич Шапошников) (Saratov, 1 juni 1981) is een Russisch schaker. Sinds 2004 is hij een grootmeester (GM).

## Jeugd en studie
Jevgeni Sjaposjnikov leerde als zesjarige de spelregels van het schaken van zijn vader. Als achtjarige speelde hij al op hoog niveau. Hij kreeg training van Andrej Loekin en Konstantin Assejev. In 1993 won hij in Bratislava het wereldkampioenschap schaken voor jeugd in de categorie tot 12 jaar, waar ook aan deelgenomen werd door Levon Aronian en Francisco Vallejo Pons.
Na zijn schoolperiode rondde hij in 2003 de studie psychologie af aan de Staatsuniversiteit van Sint-Petersburg.

## Schaakresultaten vanaf 1999
In 1999 won Jevgeni Sjaposjnikov het kampioenschap van de stad Sint-Petersburg. In 2000 werd hij tweede, achter Valeri Loginov. In 2001 won hij in Kazan het Russische kampioenschap voor schakers tot 20 jaar.
Met het team van de Socio-Economische Universiteit van Saratov (SGSEU) won hij diverse keren het Russische kampioenschap voor studententeams. In 2006 won Sjaposjnikov het kampioenschap van het district Wolga. In 2008 en 2010 eindigde daar als derde; in 2009 was hij tweede, een halve punt achter Ildar Chajroellin.

## Grootmeester
In 2004 werd hij grootmeester. De normen hiervoor behaalde hij bij het Tsjechië Open in 2002 in Pardubice, bij het Aeroflot Open in 2003 in Moskou en bij het St. Petersburg 300 Open in 2003.

## Schaakverenigingen
In Rusland speelde Sjaposjnikov onder andere voor de verenigingen Chess Club Moermansk, St. Petersburg-2 en Economist SGSEU-2 (Saratov).